# ضریب جذب مولی
ضریب جذب مولی (به انگلیسی: Molar absorption coefficient) یا ضریب تضعیف مولی (ε) معیاری برای نشان دادن این موضوع است که یک گونه شیمیایی با چه شدتی نور را در یک طول موج معین جذب و در نتیجه آن را ضعیف می‌کند. این ضریب یک خاصیت ذاتی برای یک مولکول محسوب می‌شود. واحد ضریب جذب مولی متر مربع در هر مول (m2/mol) است، اما در عمل، کمیت‌ها معمولاً بر حسب M -1 ⋅cm -1 یا L⋅mol -1 ⋅cm -1 بیان می‌شوند. دو واحد آخر هر دو برابر با 0.1 m2/mol هستند). بعضی اوقات از ضریب جذب مولی با عنوان ضریب خاموشی مولی و جذب مولی یاد می‌شود اما استفاده از این اصطلاحات جایگزین توسط آیوپاک منع شده‌است.